# Zuid-Amerikaanse havik
De Zuid-Amerikaanse havik (Accipiter poliogaster) is een roofvogel uit de familie van de havikachtigen (Accipitridae) en het geslacht Accipiter. De soort werd voor het eerst geldig gepubliceerd door de Nederlander Coenraad Jacob Temminck in 1824.

## Beschrijving
De soort heeft een witte buik en hals en de kop en rug zijn zwart. De staart is zwart met witte strepen.

## Verspreiding en leefgebied
De soort leeft in Zuid-Amerika, voornamelijk ten oosten van de Andes. De soort is zeldzaam maar  leeft wijdverspreid in Colombia, het zuiden van Venezuela, Guyana, Suriname en Frans-Guyana. Ook komt de soort in het noordoosten Ecuador voor maar is daar zeer zeldzaam. Ook in Brazilië, het oosten van Peru, Bolivia, Paraguay en in het noorden van Argentinië is de soort te vinden.
De soort komt voor in de regenwouden die zich bevinden op laaglanden tot 500 meter hoogte.

## Bedreiging
De belangrijkste bedreiging voor deze soort is het versnellen van ontbossing in het Amazonegebied. Daarnaast kan er ook op de soort worden gejaagd. Hierdoor is de IUCN-status gevoelig.